# Tour de Guinée
Le Tour cycliste international de Guinée est une épreuve cycliste par étapes organisée en Guinée. La première édition aurait eu lieu en 1991. 

## Palmarès
| Année | Vainqueur            | Deuxième          | Troisième          |
| ----- | -------------------- | ----------------- | ------------------ |
| 2007  | Romain Van der Biest | Alexandre Aulas   | Frédéric Terret    |
| 2013  | Augustine Sesay      | Mohamed Thorley   | Hillary Garber     |
| 2017  | Mohamed Souaré       | Sidiki Camara     | Abdoulaye Bangoura |
| 2018  | Bachirou Nikiéma     | Bourama Coulibaly | Bassirou Konté     |
| 2019  | Sadou Diallo         | Bachirou Nikiéma  | Souleymane Koné    |